# Eugen Naumann (Politiker, 1874)
Eugen Naumann (* 2. Januar 1874 in Mikuszewo, Kreis Wreschen, Provinz Posen; † 7. September 1939 bei Kruschwitz ermordet) war ein deutscher Politiker, Landrat und Mitglied des polnischen Sejm (1922–1930).

## Leben
Eugen Naumann studierte Jura und Staatswissenschaften an den Universitäten in Lausanne, Freiburg i. Br. und Berlin. Der promovierte Jurist diente seit 1908 als Landrat von Znin (1908–1917) und als Landrat in Neuhaus an der Oste (1917–1918). Nach Kriegsende ging er zurück in die Provinz Posen auf sein Rittergut in Suchorencz, Kreis Schubin. Hier wurde er 1919 für sechs Monate im polnischen Internierungslager/Gefangenenlager in Szczypiorno bei Kalisch festgehalten. 1919 wählte man Naumann zum Vorsitzenden des deutschen Volksrates in Posen. Nach dem Zusammenschluss mit dem deutschen Volksrat in Bromberg und der Umbenennung zu Deutschtumsbund zur Wahrung der Minderheitenrechte war Naumann ebenfalls dessen Vorsitzender (1921–1923) bis zu dessen Verbot.
Seit 1922 gehörte er als Vorsitzender der deutschen Fraktion und Mitglied dem polnischen Sejm bis 1930 an.
Nach Kriegsbeginn 1939 verhafteten die polnischen Behörden Naumann. Er wurde auf einem Verschleppungsmarsch als Geisel kurz darauf bei Kruschwitz unweit Pakosch am Goplosee erschossen.

## Familie
Sein gleichnamiger Großvater Eugen Naumann (1803–1880) war von 1835 bis 1871 Oberbürgermeister von Posen. 1841 gehörte er als Vertreter der Städte dem 5. Provinziallandtag der Provinz Posen an.